# Ali Padshah
Ali Padshah (+ 24 de juliol de 1336) fou un amir mongol, cap dels oirats, governador del Diyarbakir i promotor del kan Musa Khan. És el primer personatge conegut que portava el títol de "Padsha" (equivalent a "Padishah" o a "Pasha").

## Governador al Diyarbakir
Mūlāy Noyan, governador mongol del Diyarbakir, va morir el 712/1312, i el càrrec va passar a Amīr Sūtāy. Cap dels dos era oirat tot i que els oirats s'havien establert masivament a la zona. Devia ser ja gran el 1312. Els seus tres fills es van encarregar del govern de la regió d'Akhlat, aleshores vinculada al Diyarbakir. A la seva mort el 1331/1332 el càrrec va recaure finsalment en un oirat, Ali Padshah que era oncle d'Abu Saīd, germà de la seva mare Ḥājī Khātūn. Els tres fills de Sutay a Akhlat es van revoltar reclamant el govern de la regió, però Haji Thagay fou derrotat pel nou governador.

## Mort d'Abu Said
Quan Abu Said Bahadur Khan va morir (30 de novembre de 1335) no deixava fills però la seva esposa Delsad Khatun estava embarasada i esperava un fill que havia de néixer el maig del 1336. Fins al naixement del fill les faccions van maniobrar per imposar-se i al ordo que es va fer a la mort del kan els amirs van proposar un governant temporal fins que els emirs decidissin qui seria l'escollit i com a tal governant temporal es va proposar a Sati Beg, la filla d'Oldjeitu, però el visir Ghiyat al-Din Muhammad, fill del historiador Rashid al-Din suggeria una solució mes permanent i va revelar que el kan difunt havia designat hereu a Arpa Khan, un descendent de Tolui Khan. A manca d'acord entre els emirs, el visir, amb el suport de la mare d'Abi Said, Haji Khatun, va poder imposar al seu candidat la mateixa nit de la mort d'Abu Said i l'endemà la khutba ja es va llegir en el seu nom i per reforçar la seva legitimitat fou casat amb Sati Beg. Ali Padshah, l'emir cap de la facció oirat (oncle matern d'Abu Said Bahadur i germà de la mare Haji Khatun), promovia a Musa Khan, descendent de Baidu Khan; Ali Padshah era el comandant de les forces oirat estacionades a Mesopotàmia (Bagdad i Diyar Bakr) que estaven molt cohesionades; l'embarassada Delsad Khatun, la nit de la mort del seu marit Abu Said havia fugit a Bagdad i s'havia posat sota protecció d'Ali Padshah que va esdevenir el seu guardià, suposadament per defensar els drets del fill no nascut (si era mascle). Quasi al mateix temps al Khurasan occidental els amirs donaven suport a Togha Temur descendent del germà petit de Genguis Khan, Joci Khasar.

### Guerra d'Ali Padshah i Musa Khan contra Ghiyat al-Din i Arpa Khan
El 1336 les forces del visir Ghiyat al-Din Muhammad (amb Arpa Khan) i d'Ali Padshah (amb el seu kan Musa), es van enfrontar al camp de batalla a Mesopotàmia: Les forces del visir eren mes nombroses però Ali Padshah va resultar victoriós quan dos emirs que donaven suport a Arpa van canviar de bàndol i es va fer circular el rumor de que Musa i Padshah havien estat derrotats i els d'Arpa es van confiar sent derrotats a la batalla del riu Jagatu o Jaghatu (modern Zarrina Rud) en una data el mes de maig de 1336 que es pensa fou probablement el dia 9. Giyhat al-Din Muhammad i el seu germà Pir Sultan foren fets presoners i portats davant Ali Padshah que tenia intenció de perdonar la seva vida, però els amirs van presionar per la seva execució que es va portar a terme. El barri de la família a Tabriz fou saquejat. Arpa Khan fou fet presoner a Sultaniya i portat a Ujan on finalment Ghiyath al-Din Khay Khusraw, fill de l'indjúida Xaraf al-Din Mahmud Xah que havia estat executat per ordre d'Arpa Khan, en venjança per la mort del seu pare, el va fer matar el 15 de maig de 1336.
Tot havia sortit be per a Ali Padshah i Musa Khan, si bé finalment Delsad Khatun va donar a llum a una filla (nou dies després de la batalla, probablement el 18 de maig), amb lo que Musa quedava reafermat com a kan. El visir de Musa era Jamal Haji ibn Taj al-Din Ali Shirvani, que tenia la confiança d'Ali Padshah. Ara l'oposició a Musa se centrava en Anatòlia on Shaykh Hasan (Hasan Buzurg) que havia declarat la seva neutralitat entre Arpa i Musa sense reconèixer cap d'ells, era vist com el principal enemic. Un altre enemic notable era l'emir Haji Taghay, fill de l'amir Sutay Akhtaji, que havia estat governador del Diyar Bakr nomenat per Oldjeitu fins a la seva mort el 1331/1332 i reclamava a Ali Padshah) ser reintegrat en aquest govern. El Diyar Bakr, tot i estar en poder d'Ali Padshah era comboiat pels mamelucs i Haji Taghay hi tenia pretensions. Ali Padshah va fer un pacte amb el sultà mameluc al que va oferir que si l'ajudava contra els fills d'Arpa Khan i contra Haji Taghay, li reconeixeria la sobirania sobre Bagdad (cal suposar l'Irak Arabí), on Ali Padshah actuaria com el seu delegat.

### Lluita entre Hasan Buzurg Jalayr i Ali Padshah
Haji Taghay pel seu costat va buscar l'aliança del governador de Rum (Anatòlia) Shaykh Hasan (Hasan Buzurg) i va aconseguir reagrupar també a diversos amirs oposats a l'hegemonia oirat. Shaykh Hasan va cridar a un príncep hulugeida de nom Muhàmmad Khan amb el qual es va trobar a Tabriz on el va fer coronar. El govern d'Anatòlia el va deixar al seu lloctinent, que ja havia estat governador, Eretna. Segons el oficial mameluc al-Umari (+1339), Shaykh Hasan era amir al-Umara i beglerbeg (posicions que abans havien tingut Kutlugh Shah sota Ghazan Khan i Amir Coban sota Oldjeitu) i, com a tal, disposava d'un nombre important de forces.
Es va intentar un compromis entre les dues faccions que no va reeixir i finalment la batalla es va lliurar el 24 de juliol de 1336 a Qara Durra o Qarā Durrah, prop d'Ālādāgh, resultant vencedor Hasan Burzurg i el seu protegit Muhàmmad Khan. Inicialment Ali Padshah va proposar a Hasan que els dos kans pretendents lliuresin batalla sense el suport dels dos amirs, que es retirarien a una posició a les altures, a lo que Hasan s'hauria mostrat d'acord i es va retirar amb els seus dos mil cavallers a una eminencia propera; la batalla es va lliurar i els oirats van obtenir una victòria completa (entre els seguidors de Muhàmmad Khan hi havia molts georgians i cristians d¡'Àsia Menor) i els derrotats foren perseguits pels vencedors; Ali Padshah es va dirigir al riu per fer les seves ablucions i les seves tropes es van treure les armadures i el van seguir; Hasan se'n va adonar i amb els seus dos mil cavallers va carregar contra ells i va matar Ali Padshah; Musa va fugir i Muhàmmad Khan, que havia fugit, quan es va assabentar de les noves noticies, va retornar.
Ḥājī Ṭaghāy ibn Sūtāy va recuperar el Diyar Bakr incloent Mosul i Akhlat; Hasan es va assegurar el control de les tropes oirats i també l'autoritat a Bagdad. Hasan es va dirigir cap a Tabriz on va entrar sense lluita i va enviar a l'amir Pir Husein Coban (fill d'Amir Coban) a Sultaniya a buscar a la princesa (vídua d'Abu Said) Delsad Khatun i quan va arribar a Tabriz, Hasan s'hi va casar (en compensació de que Hasan havia hagut d'entregar la seva esposa Bagdad Khatun al kan Abu Said el 1327).